# Rifugio Quintino Sella (Felikjoch)
Das Rifugio Quintino Sella (3585 m s.l.m.), auch: Rifugio Quintino Sella al Felik und Capanna Quintino Sella al Felik, ist eine in den Sommermonaten bewirtschaftete Schutzhütte in den Walliser Alpen der autonomen norditalienischen Region Aostatal.
Das Rifugio des Club Alpino Italiano (CAI) befindet sich im zur Gemeinde Gressoney-La-Trinité gehörenden Valle del Lys am Rand des Felikgletschers (Ghiacciaio di Felik).

## Geschichte
Ein erstes Rifugio gleichen Namens, benannt wie das 1981 errichtete nach Quintino Sella, dem Gründer des CAI, wurde bereits 1885 erbaut. Dies Rifugio Quintino Sella (Vecchio) dient aktuell nur noch als Winterraum.

## Übergänge
- zur Capanna Regina Margherita 4554 m s.l.m.
- zur Capanna Gnifetti 3647 m s.l.m.

## Gipfelbesteigungen
- Castor, 4225 m ü. M.
- Lyskamm Westgipfel, 4479 m ü. M.